# Sint Laurens
Sint Laurens ist eine ehemals selbständige Gemeinde, die heute zur Stadt Middelburg in der niederländischen Provinz Zeeland gehört. 2024 hatte das Dorf 945 Einwohner.
Sint Laurens liegt am Rijksweg 57, der Middelburg mit dem Hafen von Rotterdam verbindet.
Das Dorf entstand um eine Kapelle des Kastells Popkensburg, das vermutlich schon im 13. Jahrhundert bestand und 1863 geschleift wurde. Die Evangelische Dorfkirche wurde 1644 errichtet.
1966 wurde Sint Laurens zusammen mit dem 1817 eingemeindeten Brigdamme Middelburg zugeschlagen.